# Клеточная трансплантология
Кле́точная трансплантоло́гия, также известная как клеточная терапия (англ. Cell therapy), — комплекс терапевтических подходов, основанных на трансплантации клеток в больной организм с целью его лечения. Одно из широко известных и бурно развивающихся направлений клеточной трансплантологии — терапия стволовыми клетками.
Клеточная трансплантация включает последовательные этапы: выделение клеток из ткани, манипуляции вне организма в искусственной среде (очистка, фракционирование, культивирование, ген-модификация и другие) и их введение в организм реципиента (при аллогенной и ксеногенной клеточной трансплантации) или самого донора (при аутогенной).
Несмотря на то, что трансплантация клеток имеет более чем столетнюю историю, её современный научно-клинический этап насчитывает только несколько десятилетий. Она может успешно применяться в регенеративной медицине (восстановление поврежденных тканей и органов), в лечении наследственных заболеваний и рака, при терапии трудноизлечимых сердечно-сосудистых, нейро-дегенеративных и аутоиммунных заболеваний. Внедрение в клиническую практику методов клеточной трансплантации позволило излечить некоторые формы лейкемии, увеличить продолжительность жизни сотням нуждающихся в пересадке органов людей, существенно повысить качество жизни пациентов, страдающих сахарным диабетом, рассеянным склерозом и многими другими заболеваниями.

## История
В развитии клеточной трансплантологии можно выделить эмпирический и современный (научно-клинический) этапы.

### Эмпирический этап
Ещё в 1667 году Жан-Батист Дени (Jean-Baptiste Denis, 1640—1704) во Франции сделал сообщение о первой попытке переливания человеку крови от овцы. Williams в 1884 году сообщил об имплантации фрагментов ткани поджелудочной железы овцы под кожу больному сахарным диабетом. В 1890 году в Нью-Йоркском университете Thomson в эксперименте проводил трансплантацию клеток головного мозга от кошки к собаке. В 1907 году в Нью-Йорке в госпитале Маунт-Синай Рубен Оттенберг (Reuben Ottenberg, 1882—1959) впервые в мире произвёл переливание совместимой крови от человека к человеку с учётом групп системы AB0, которые в 1901 году были открыты Карлом Ландштейнером (Karl Landsteiner, 1868—1943). Выполненная Оттенбергом гемотрансфузия с использованием метода перекрёстной совместимости считается первой научно обоснованной клеточной трансплантацией у человека.
В 1931 году Поль Ниханс (Paul Niehans, 1882—1971) в Швейцарии впервые в мире произвёл пересадку суспензии клеток паращитовидной железы телёнка пациентке, находившейся в судорожном статусе вследствие ошибочного хирургического удаления паращитовидных желёз. Для заморозки клеток животных с целью проведения последующей клеточной терапии Ниханс успешно применил метод лиофилизации. После этого в Западной Европе получила широкое распространение терапия и омоложение замороженными клетками животных («метод Ниханса»). В период развития клеточной терапии ксеногенными и аллогенными фетальными клетками появились сообщения о летальных исходах вследствие инфекций и иммунных реакций, в том числе и после применения «метода Ниханса», что было освещено в научной медицинской литературе. После этих событий клеточная терапия была в 1980-х годах запрещена в Германии, а затем и в США.

### Современный (научно-клинический) этап
Началом современного этапа развития клеточной трансплантологии считается 1968 год, когда E. D. Thomas из Миннесотского университета впервые в мире произвёл пересадку костного мозга, взятого у сиблинга, больному лейкемией. Однако ещё до этого в 1951 году Lorenz продемонстрировал выживаемость летально облучённых животных после трансплантации костного мозга, а в 1958 году G. Mathe произвёл не слишком эффективную трансплантацию костного мозга облучённым физикам-ядерщикам (эффективность была недостаточной из-за того, что совместимость определялась только по группам крови и перед пересадкой не проводилась иммуноабляция). С течением времени была доказана клиническая эффективность метода трансплантации костного мозга, который стал практически единственным способом лечения онкогематологических заболеваний. Связанные с трансплантацией костного мозга научные исследования значительно продвинули технологии выделения и сепарации клеток человека.
В 1972 году W. F. Ballinger и P. E. Lacy в эксперименте обосновали эффективность трансплантации островковых клеток поджелудочной железы для лечения сахарного диабета (первое клиническое испытание трансплантации этих клеток пациентам с сахарным диабетом было произведено в 1986 году). В 1981 году M. J. Evans и M. H. Kaufman выделили эмбриональные стволовые клетки из бластоцисты мыши, а G. R. Martin ввёл термин эмбриональная стволовая клетка. После этого в большом количестве научных работ были показаны плюрипотентные возможности дифференцировки этих клеток и перспективы их применения в клеточной трансплантации. В 1986 году Paul Lacy основал Общество Клеточной Трансплантации (Cell Transplant Society — CTS).
В 1987 году группа учёных во главе с Lindvall O. в Швеции выполнила трансплантацию ткани надпочечников в головной мозг двух пациентов, страдающих болезнью Паркинсона. Позднее эта же группа стала выполнять пересадки человеческой фетальной нервной ткани. В этом же году в Австралии были произведены попытки «клеточной терапии» синдрома Дауна, которые признаны неэффективными. В 1988 году во Франции Gluckman E. с сотрудниками произвели первую успешную трансплантацию клеток пуповинной крови пятилетнему мальчику, страдающему анемией Фанкони.
Использование традиционных медикаментозных (афферентных) методов, имитирующих детоксикационную функцию печени, тормозят не только регенераторный восстановительный процесс в пораженном органе, механически удаляя из организма не только токсичные вещества, но и факторы, необходимые для репаративной регенерации печени. В 1992 Mito M. et al. и 1994 году Habibullah C. M. et al. произвели первые трансплантации гепатоцитов для лечения печёночной недостаточности.
В настоящее время методы подготовки клеток для трансплантации условно разделяются на минимально травматичные методы выделения и методы культивирования клеток.

## Применение нанотехнологий в клеточной трансплантологии
В клеточной терапии могут применяться нанотехнологии:
- Наноразмерные магнитные частицы, поверхность которых покрыта специфическими антителами, могут использоваться для выделения определённого типа стволовых (или иммунных) клеток из тканей;
- Наноразмерные системы доставки (липосомы, конструкции на основе вирусных частиц и т. п.) используются для генетической модификации трансплантируемых клеток; генетическая инженерия позволяет придать клеткам новые функции или повысить выживаемость после трансплантации;
- Создание наноразмерного рельефа на поверхности искусственных материалов, применяемых в качестве имплантатов, улучшает адгезию и последующую пролиферацию клеток[1].